# Aimé Jacquet
Pour les articles homonymes, voir Jacquet.
Aimé Jacquet, né le 27 novembre 1941 à Sail-sous-Couzan (Loire), est un joueur et entraîneur international français de football. Il est notamment connu pour avoir remporté la Coupe du monde de football 1998 en tant que sélectionneur de l'équipe de France.
Enfant, Aimé Jacquet joue dans le club de son village natal, l'US Couzan, avant de rejoindre l'AS Saint-Étienne. Il fait partie de la dernière génération des footballeurs travailleurs : il alterne avec son métier d'ouvrier à l'usine et de footballeur. Devenu professionnel, il est titulaire au milieu de terrain avec les « Verts » sous la houlette de Jean Snella puis d'Albert Batteux qui vont marquer sa carrière de joueur. Disciple consciencieux et appliqué de ces deux entraîneurs charismatiques du championnat de France, Aimé Jacquet joue un rôle de régulateur sur le terrain et se porte garant du bon équilibre de l'équipe Stéphanoise, qui remporte de nombreux trophées. Avec l'équipe de France, il ne connaît que deux brèves sélections en 1968 sous l'ère Louis Dugauguez. En 1973, il part jouer chez le rival voisin : l’Olympique lyonnais. Après deux saisons, il raccroche les crampons en 1975.
Un an après avoir mis fin à sa carrière de joueur, Aimé Jacquet s'engage dans celle d'entraîneur. Il prend la tête de l'Olympique lyonnais durant quatre ans, puis répondant à l'appel du président Claude Bez, il devient l'entraîneur des Girondins de Bordeaux qu'il mène aux plus grands succès nationaux. Après neuf saisons, il est remercié et traverse une période délicate, où il est accueilli tour à tour par le Montpellier HSC où il gagne la coupe de France 1990 et l'AS Nancy-Lorraine, sans parvenir à s'acclimater.
Son intégration à la Direction technique nationale (DTN) lui permet de relancer sa carrière et de se mettre à nouveau au service du football français. Adjoint de Gérard Houllier, sélectionneur de l'équipe de France lors des éliminatoires pour la coupe du monde 1994, il accepte le 17 décembre 1993 de prendre les commandes d'une sélection en crise qui n'est pas arrivée à se qualifier pour le mondial 1994. Il réussit une campagne de qualifications pour l'Euro 1996 marquée par une série d'invincibilité de trente matchs sans défaite (accompagnée du record 10 à 0 contre l’Azerbaïdjan). Les « Bleus » échouent aux tirs au but de la demi-finale de l'Euro 1996 et entament la préparation pour la Coupe du monde 1998 qu'ils disputeront à domicile. Aimé Jacquet assume son jeu défensif, sujet de vives critiques, avant qu'il ne porte l'équipe de France au sommet de sa gloire à la suite de la victoire en finale le 12 juillet 1998 contre le Brésil.
Il devient directeur technique national jusqu'en décembre 2006, l’année où la France revient en finale de la coupe du Monde, cette fois perdue, contre l’Italie, durant lequel il opte pour une politique de repérage des jeunes précoces. Entraîneur de l'équipe de prestige France 98, il devient consultant et commente certaines soirées de football sur Canal+.

## Biographie

### Carrière de joueur

#### Jeunesse

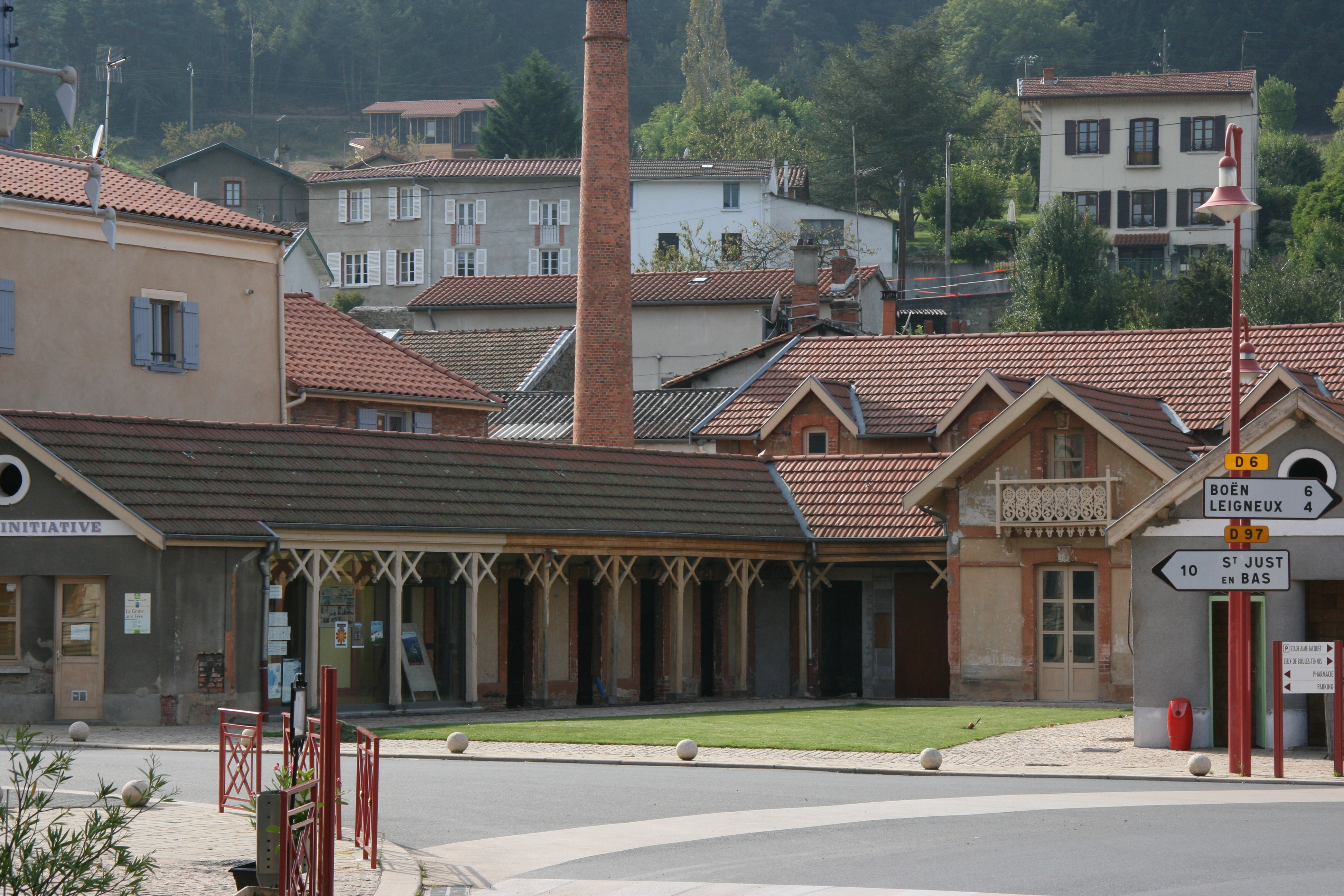
Aimé Jacquet vit sa jeunesse dans son village natal, Sail-sous-Couzan.

Fils de Claudius et Bénédicte Jacquet, Aimé Étienne Jacquet naît le 27 novembre 1941 à Sail-sous-Couzan, petite commune du Forez dans le département de la Loire. Enfant, il aide ses parents qui tiennent la boucherie du village. Il vit au contact du monde agricole et véhicule les valeurs du travail, de la générosité et du respect des autres que lui a inculquées son père. Passionné de football, il signe rapidement sa première licence au club amateur de son village, l’US Couzan dirigé par son instituteur d'école. L'Union sportive de Couzan (USC), club de district de la Loire, connaît ses heures de gloire dans les années 1958-1960 : il remporte pour la première fois la Coupe de la Loire en 1958, termine finaliste la saison suivante, année où il est aussi champion de Promotion en 1960. Voulant déjà prendre les choses en main sur le terrain, Aimé Jacquet joue souvent au poste de gardien de but mais redevient attaquant pour marquer des buts.

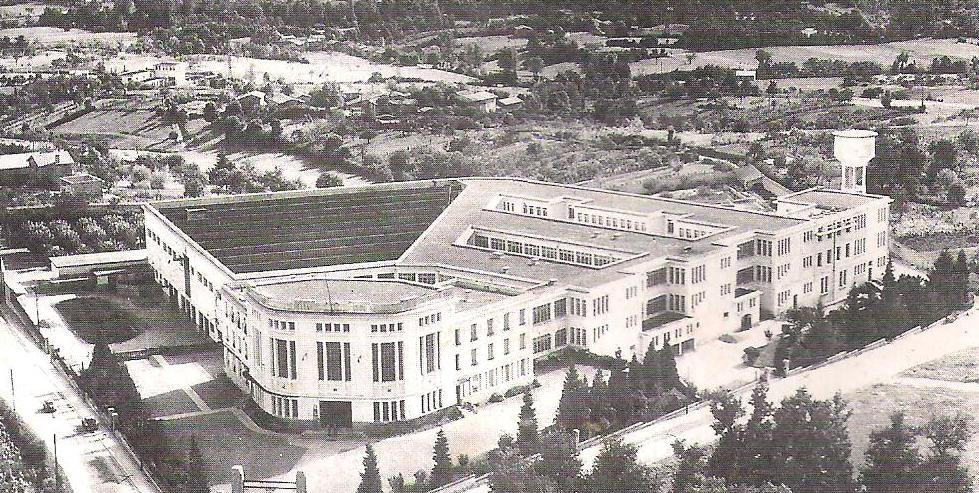
Aimé Jacquet effectue un CAP métallurgie au Centre apprentissage de Thiers, surnommé la « Nat ».

À l'âge de 13 ans, son père malade, la famille Jacquet est contrainte de quitter leur commerce de boucherie et de déménager à Boën-sur-Lignon, à 7 km de là. Aimé Jacquet lui, reste vivre chez sa tante à Sail afin de pouvoir passer son certificat d'études. Un an plus tard, l'examen obtenu, il rejoint ses parents à Boën mais n'obtient pas de bons résultats à l'école. Ses parents décident donc de le rediriger vers le Centre Apprentissage de Thiers (École nationale professionnelle de Thiers, surnommée la « Nat », aujourd'hui devenu lycée Jean-Zay). Il y effectue un CAP de métallurgie . Durant toute la durée de son apprentissage à Thiers, il dispute le championnat scolaire-universitaire (USSO) avec l'équipe du Centre avec laquelle il remporte le championnat scolaire junior de l'académie en 1958. Il ne revient que les week-end à Sail pour jouer avec son club, l'US Couzan. À la fin de son apprentissage, il rate malheureusement l'examen final et n'obtient pas son Certificat d'aptitude professionnelle (CAP). Heureusement, ayant une bonne réputation, il parvient à trouver du travail en juin 1959 à Saint-Chamond aux aciéries de la marine (futur Creusot-Loire) sous l'engagement de repasser son CAP en candidat libre. Ce qui est fait l’année suivante. Il gagne sa vie en travaillant à l'usine et joue en amateur dans le club de l'US Couzan. Faisant alors partie des cadets, il est surclassé en équipe première lors de la saison 1958-1959 et dispute la finale de la Coupe de la Loire en 1959. La saison suivante, par son jeu il aide son club à monter d’une division. Ses qualités techniques, athlétiques et mentales lui permettent d’obtenir une réputation grandissante dans la région. Après avoir été supervisé plusieurs fois par Pierre Garonnaire et Claude Abbes, ancien gardien de but — recruteurs de l'AS Saint-Étienne —, qui n'ont pas été convaincus des qualités de Jacquet, il est repéré cette fois par M. Hernandez, responsable de la réserve professionnelle du club. À la fin de la saison 1959-1960, il quitte l'US Couzan pour signer à l'ASSE.

#### (1960-1973)
Aimé Jacquet rejoint les Verts en 1960 et signe comme joueur « amateur chez les pros » car à l'époque, un joueur passe très rarement du statut d’amateur dans un petit club à celui de professionnel dans un grand club. Il dispute son premier match professionnel le 4 décembre 1960 lors d'un match nul contre le Limoges FC à l'AS Saint-Étienne (1-1) sous la houlette de l'entraîneur François Wicart. Très vite, il est en butte à des problèmes d'emploi du temps et d'horaires dû à sa double vie de joueur et d'ouvrier. De plus, il est victime d’une myélite virale, une maladie infectieuse de la moelle épinière (qui entraîne notamment une paralysie motrice transitoire), qui l'oblige à être écarté des terrains pendant plusieurs semaines. Il signe son premier contrat professionnel en 1961 et marque son premier but le 28 mai contre le FC Toulouse avant d'être convoqué au service militaire au 22e bataillon de chasseurs alpins de Nice en juin pour effectuer ses classes, le tout pendant la guerre d'Algérie. Soucieux de devoir partir en direction d'Alger ou Constantine, il est finalement nommé entraîneur de l’équipe de football de son régiment avec laquelle il est champion de la région à Marseille. Courtisé pendant un temps par l'OGC Nice, il signe une licence à l’ASPTT Nice Football, un club de division d'honneur afin de garder la forme. Malgré les propositions des dirigeants pour le garder, il souhaite rejouer avec l'AS Saint-Étienne.

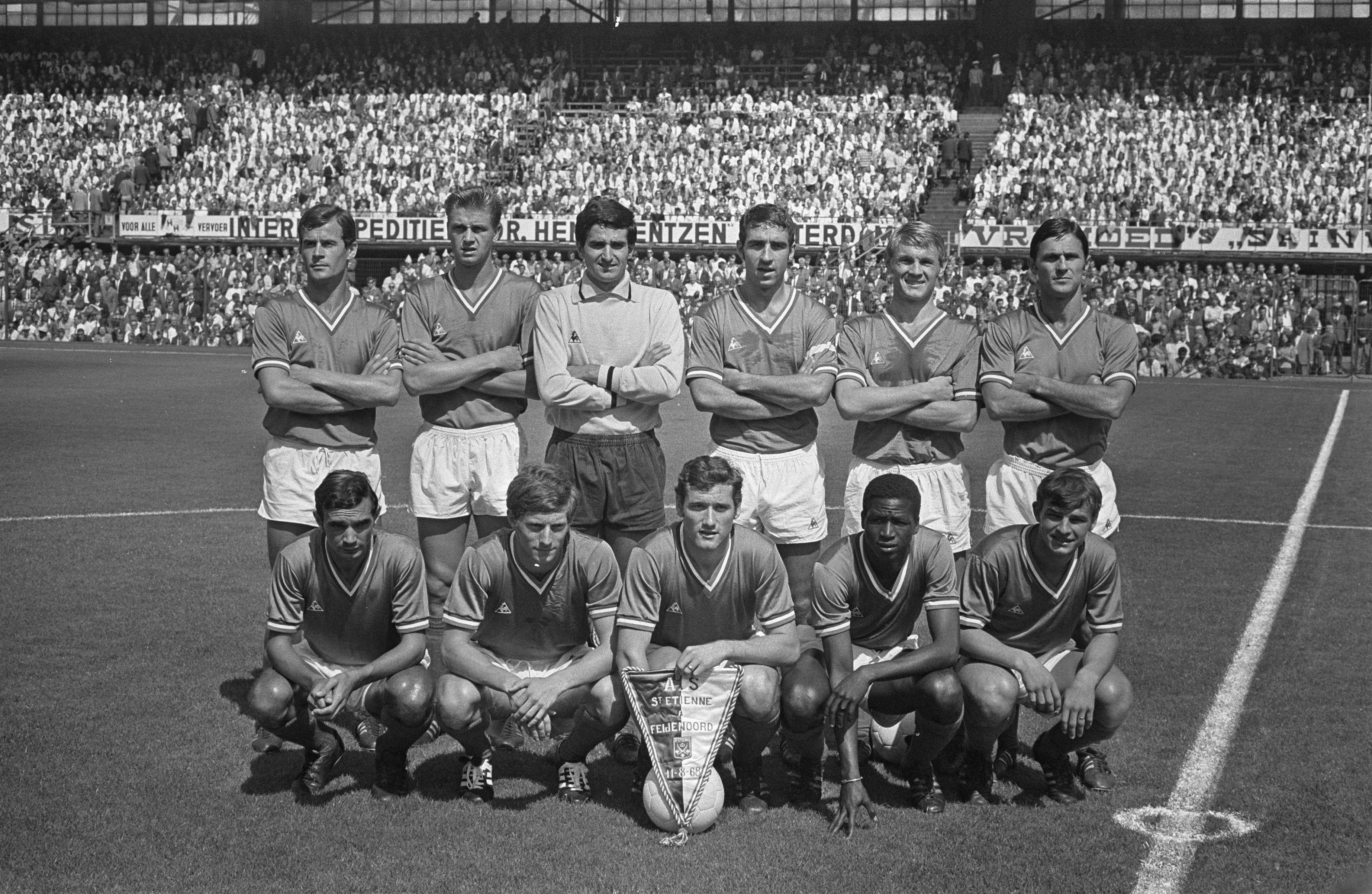
L'équipe stéphanoise en 1968. Jacquet est debout, deuxième en partant de la gauche.

À son retour en mars 1963, il reprend sa double vie d'ouvrier fraiseur-footballeur. Alors que l'ASSE est descendu en deuxième division, il ne joue que deux matchs de championnat mais participe à la remontée des siens dans l'élite et remporte le championnat de France de division 2 en 1963. La saison suivante n'est pas très heureuse pour Jacquet qui ne dispute que six matchs sur l'ensemble de la saison. Pour autant, il décroche son premier titre de champion de France en 1964. Après une nouvelle saison mitigée (seulement trois matchs sur la saison), il prend une nouvelle dimension au sein l'équipe stéphanoise. La saison 1965-1966 marque le début des grandes années des Verts et de la carrière d'Aimé Jacquet. En effet, il devient un cadre de l'équipe et s'impose aux côtés de Robert Herbin. Son envolée s'explique aussi par la confiance que lui donne son entraîneur Jean Snella, arrivé en 1963. Paradoxalement, les Verts ne terminent que cinquième au classement final. Il s'ensuit, plusieurs années de gloire pour l'AS Saint-Étienne qui remporte quatre championnats de France consécutifs, deux coupes de France en 1968 et 1970, réalisant le doublé ces deux années-là. Aimé Jacquet est au sommet de sa carrière.
Rayonnant sur la scène nationale avec Saint-Étienne, il est donc logiquement convoqué en équipe de France par Louis Dugauguez en 1968. Il obtient sa première sélection le 25 septembre 1968 lors d'un match amical contre l'Allemagne de l'Ouest au stade Vélodrome de Marseille. La rencontre se termine par un match nul, 1-1. Jacquet est de nouveau sélectionné un mois plus tard contre l'Espagne au stade de Gerland à Lyon. Titulaire aux côtés de Robert Herbin, son coéquipier en club, l'équipe de France s'incline trois buts à un. Cette période où les Bleus ne brillent pas et ne se qualifient pour aucune phase finale ne permet pas à Aimé Jacquet de poursuivre l'aventure en bleu. Il ne sera plus rappelé en équipe de France.

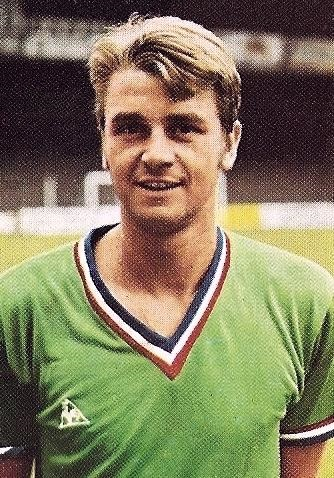
Aimé Jacquet en 1970.

En 1970, à la suite d'une saison ponctuée de succès, Aimé Jacquet se blesse gravement. À la suite d'une tendinite contractée pendant la saison, il se rompt le tendon d'Achille. Soigné par le professeur Trillat, il se fait greffer le court péroné latéral de façon à doubler en quelque sorte le tendon d'Achille. C'est une réussite et après presque deux ans d'absence, il refoule les terrains. Pendant sa blessure, Robert Herbin est devenu entraîneur et a remplacé Jean Snella. Il ne joue donc que deux matchs lors de la saison 1971-1972. Depuis son retour de blessure, Aimé Jacquet a vu arriver une nouvelle génération de jeunes joueurs. Parmi eux, Christian Synaeghel, jeune milieu de terrain lancé par Robert Herbin qui petit à petit, a fait son trou au sein de l'équipe stéphanoise. La montée en puissance du jeune Synaeghel provoque la mise sur le banc de touche d'Aimé Jacquet. À 31 ans, en manque de temps de jeu, Aimé Jacquet est contacté par Jean-Pierre Cappon, directeur sportif de l’Olympique lyonnais.

#### Fin de carrière à l'Olympique lyonnais (1973-1975)
En 1973, Aimé Jacquet part terminer sa carrière de joueur chez le grand rival lyonnais qui vient de remporter la coupe de France. Lors de la saison 1973-1974, l'Olympique lyonnais est engagé dans trois compétitions : La coupe des coupes, le championnat et la coupe de France. Malheureusement, l'OL est sèchement éliminé en huitième-de-finale de coupe d'Europe par les Grecs du PAOK Salonique. Après un match délabré à l'aller (3-3), Lyon s'incline lourdement 4-0 au match retour. En coupe de France, l'OL est sorti en quart de finale par le FC Sochaux, après une défaite aux tirs au but. C'est en championnat que les coéquipiers d'Aimé Jacquet vont briller. Leur jeu offensif, emmené par les joueurs Di Nallo, Lacombe et Chiesa, permet à l'OL d'empocher de nombreux points de bonus (un point supplémentaire lorsqu'une équipe marque au moins 3 buts lors d'un match). L'OL reste en tête du classement plusieurs semaines de suite, avant de céder sa place à l'AS Saint-Étienne et de finir troisième du championnat, le meilleur classement du club jusqu’alors. Cette saison 1973-1974 s'avère être une réussite même si l'Olympique lyonnais ne remporte rien. De son côté, Aimé Jacquet subit une forte concurrence au poste de milieu de terrain avec Robert Cacchioni, Ildo Maneiro et Michel Maillard. Il dispute 19 matchs et inscrit 3 buts au total sur la saison.
La saison suivante est quasiment identique de la précédente pour le club lyonnais mais beaucoup plus terne pour Aimé Jacquet. En effet, l'arrivée du jeune milieu de terrain Jean-Paul Bernad pousse Jacquet sur le banc qui ne dispute que 8 matchs et n'inscrit aucun but au cours de la saison. Entre-temps, l'OL s'est séparé de plusieurs joueurs clés, notamment de Fleury Di Nallo, Daniel Ravier et Jean Baeza, sans même les remplacer. L'encadrement technique joue alors la carte de la confiance en donnant la chance aux jeunes joueurs du club. Cette politique s'avère efficace en championnat, puisque Lyon termine une nouvelle fois à la troisième place. Fatigué et n'ayant plus le niveau de ses jeunes années, Aimé Jacquet met un terme à sa carrière de joueur professionnel à la fin de la saison pour intégrer l'administration du club lyonnais.

### Carrière d'entraîneur

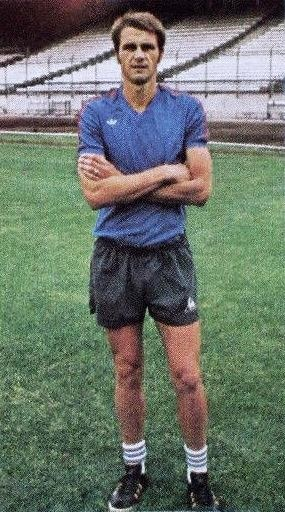
Aimé Jacquet en 1977.

#### Débuts à Lyon (1976-1980)
À 35 ans il devient entraineur de l'Olympique lyonnais. Il sera l'un des premiers entraineurs à moderniser la médecine du football, demandant ainsi le recrutement par le club d'un médecin du sport résident, le docteur Ferret (qui sera plus tard, en parallèle, le médecin de l'équipe de France).
À partir de 1977, le club connait de sérieux problèmes financiers à la suite de l'obligation dans le football professionnel français des contrats à temps pour les joueurs, obligeant l'Olympique lyonnais à vendre des joueurs (Raymond Domenech à Strasbourg puis Bernard Lacombe à Saint Étienne...). Les résultats du club s'en ressentent, qui va stagner en milieu de tableau, frisant même la relégation à la fin de la saison 1979-1980 avec une 18e place.
Après quatre saisons comme entraineur et aucun titre, Aimé Jacquet quitte le club à l'été 1980.

#### L'âge d'or aux Girondins de Bordeaux (1980-1989)
À la suite du départ de Raymond Goethals, et sur la foi de l'expérience lyonnaise de Bernard Lacombe, le président des Girondins Claude Bez recrute le jeune entraîneur Aimé Jacquet en provenance de l'Olympique lyonnais. Arrivent également de nouveaux joueurs : René Girard, François Bracci, ainsi que Jean Fernandez et Marius Trésor, qui quittent l'OM relégué en deuxième division. Tous les ingrédients sont réunis pour partir à la conquête de l'Europe.
Jacquet impose sa tactique en 4-4-2, ce qui implique que Gérard Soler et Albert Gemmrich, pourtant tous deux internationaux, alterneront sur le banc, puisque Bernard Lacombe est devenu un titulaire indiscutable. En défense, Trésor et Bracci retrouvent une seconde jeunesse et leur envie de jouer. En fin de compte, les Girondins terminent troisièmes du championnat et obtiennent leur billet pour la Coupe de l'UEFA au terme de la saison 1980-1981. Lors de l’été 1981, Jean Tigana arrive chez les Girondins en provenance de l'Olympique lyonnais. La Coupe d'Europe s’arrête pour Bordeaux en seizièmes-de-finale à Hambourg. Le championnat se passe bien puisque le club termine en quatrième position. Un grand nombre d'internationaux français et étrangers sont recrutés et jouent à Bordeaux autour du joueur expérimenté et emblématique qu'est devenu Alain Giresse. Le groupe est alors composé notamment de Dropsy, Bracci, Domenech, Thouvenel, Specht, Tusseau, Trésor, Battiston, Girard, Tigana, Touré, Dieter Müller ou encore les jumeaux yougoslaves Zlatko et Zoran Vujović.
Durant les années 1980, les Girondins vont devenir l'équipe-phare du football français. Les Girondins remportent trois titres en 1984, 1985 et 1987, deux coupes de France en 1986 et 1987 et se qualifient chaque année pour les coupes d'Europe. En 1983, le club a organisé un centenaire tournoi. Les Girondins remportent la demi-finale contre le FC Barcelone et sont battus en finale par le VfB Stuttgart.
Les Girondins manquent de peu la consécration européenne par deux fois. En 1985, ils sont battus en demi-finale de la Coupe des Champions par la Juventus de Michel Platini, défaite 3-0 au match aller joué au Stadio Comunale et vainqueurs 2-0 au retour au terme d'un match joué devant 40 211 spectateurs, record d'affluence au Parc Lescure qui n'a pas encore été battu à ce jour. En 1987, les Girondins sont cette fois ci éliminés de nouveau en demi-finale de la Coupe des Coupes par le Lokomotive Leipzig. Battus 0-1 à l'aller à Lescure, les Girondins s'imposent à Leipzig sur le même score et sont finalement éliminés lors de la séance des tirs au but.
Le 30 avril 1986, les Girondins remportent la Coupe de France de football après cinq finales perdues. Face à l'Olympique de Marseille, en pleine ascension au début des années Tapie, Bordeaux s'impose 2-1 après prolongation grâce à un somptueux but de Giresse face à au gardien marseillais Joseph-Antoine Bell. À la suite de cette victoire, Giresse et Lacombe vont parcourir le trajet Bordeaux-Lourdes à vélo pour tenir la promesse qu'ils avaient faite. L'année suivante, Bordeaux remporte son premier et seul doublé en devançant Marseille de quatre points en championnat et en dominant ces mêmes Marseillais (2-0) en finale de la Coupe de France.
Pendant ces années fastes, Bordeaux fournit aussi à l'équipe de France l'ossature de l'équipe vainqueur de l'Euro 1984 et demi-finaliste des Coupes du monde de 1982 et de 1986.
Aimé Jacquet est limogé par le président Claude Bez en 1989 deux saisons après un « doublé coupe-championnat » réalisé avec une nouvelle génération de joueurs, parmi lesquels José Touré, Alain Roche, Jean-Marc Ferreri ou Philippe Vercruysse.

#### Courts passages à Montpellier puis à Nancy (1989-1991)
En 1989, le club montpelliérain, rebaptisé Montpellier Hérault Sport Club (MHSC), affiche ses ambitions en recrutant Aimé Jacquet, triple champion de France avec les Girondins de Bordeaux, comme entraîneur ainsi que le meilleur joueur sud-américain de l'année, Carlos Valderrama, un tandem victorieux du championnat d'Europe espoirs 1988 qu'est Éric Cantona et Stéphane Paille, Wilbert Suvrijn, champion d'Europe avec les Pays-Bas, ainsi que Daniel Xuereb et Vincent Guérin. La saison se révèle cependant chaotique, le club est englué dans les dernières places du championnat et un incident de vestiaire oppose Éric Cantona et Jean-Claude Lemoult à la suite d'une défaite à Lille. Au printemps, alors que le club est lanterne rouge, Aimé Jacquet est remercié par le président Louis Nicollin.

#### Sélectionneur adjoint puis «provisoire» (1992-1996)

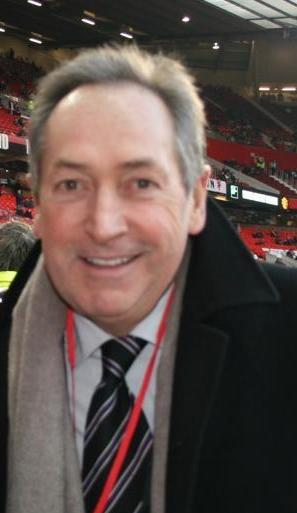
Entre 1992 et 1993, Aimé Jacquet est le sélectionneur adjoint de Gérard Houllier.

En 1991, il rejoint la Direction technique nationale du football français. En 1992, il devient ainsi l'adjoint du sélectionneur Gérard Houllier.
À la suite du fiasco des éliminatoires de la coupe du monde de football 1994 (double défaite lors des deux derniers matchs à l'automne 1993 contre Israël et la Bulgarie alors que la France n'a qu'un point à prendre pour se qualifier), Aimé Jacquet est nommé sélectionneur de l'Équipe de France, mais seulement à titre provisoire selon les termes de l'époque.
Une première série prometteuse de matchs amicaux (notamment une victoire contre l'Italie à Naples en février 1994 pour son premier match) lui permet d'asseoir sa légitimité et de travailler sur le long terme. Il réussit son premier objectif en qualifiant l'équipe de France pour le Championnat d'Europe de football 1996. Au cours de cette laborieuse phase de qualification, marquée par une étonnante série de 0-0, il écarte progressivement quelques joueurs prestigieux (Jean-Pierre Papin, Éric Cantona, David Ginola) et commence à façonner l'équipe à son image en s'appuyant sur quelques joueurs clés tels que Didier Deschamps (à qui il confie le capitanat peu avant l'Euro 1996), et Laurent Blanc qui seront ses deux principaux relais au sein du groupe.
Même si ses choix à l'entame de l'Euro 1996 ont provoqué quelques grincements de dents et que la qualité du jeu pratiqué par les Bleus laisse parfois à désirer, le bilan correct de l'Équipe de France en Angleterre (élimination aux tirs au but en demi-finale) permet à Jacquet de conserver un certain soutien médiatique et populaire.

#### Du doute à la victoire mondiale (1996-1998)

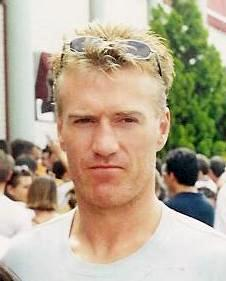
À partir de 1996, Aimé Jacquet nomme Didier Deschamps comme capitaine de l'équipe de France.

C'est dans les mois qui suivent l'Euro 1996 que les choses se gâtent pour Jacquet. Qualifié d'office pour la Coupe du monde 1998 comme pays organisateur, les matchs de préparation s'enchaînent et l'équipe de France peine à offrir un visage séduisant. Adepte d'un schéma tactique très défensif (voire « frileux » selon ses détracteurs), n'arrivant pas à créer une véritable animation offensive, Jacquet agace et inquiète. La presse spécialisée (notamment le quotidien L'Équipe) ainsi que la presse généraliste commencent à critiquer le sélectionneur national avec virulence. Jacquet se voit ainsi qualifié de « laborieux du ballon rond », de « tue-l'amour du rond central », de « tacticien fruste, parfois paléolithique ».
Au Tournoi de France, tournoi amical organisé en juin 1997, face aux trois autres sélections nationales participantes (Brésil, Italie et Angleterre), la France ne gagne pas et déçoit.
La défiance médiatique envers Jacquet atteint son point culminant en mai 1998 lorsque, au lieu d'une liste de 22 joueurs destinés à jouer la Coupe du monde, Jacquet livre une présélection de 28 joueurs (méthode qui sera imitée par une large majorité des sélections nationales qualifiées). Pour le quotidien L'Équipe, c'est le signe que Jacquet n'est pas l'homme de la situation mais juste un « brave type qui émet des soupirs ». On trouve d'ailleurs des remarques à titre personnel telles que des moqueries sur son accent du Forez.
Pourtant le déroulement de la Coupe du monde va donner raison au sélectionneur national : après avoir qualifié l'équipe de France en 8e, quart et demi-finale, Aimé Jacquet réussi un exploit : pour la première fois de leur histoire, les Bleus remportent le titre mondial.
Juste après la finale, Jacquet confirme qu'il quitte son poste de sélectionneur national (son mandat s'achevait à la fin de la coupe du monde). Son adjoint, Roger Lemerre, lui succédera.

### Reconversion: DTN puis consultant

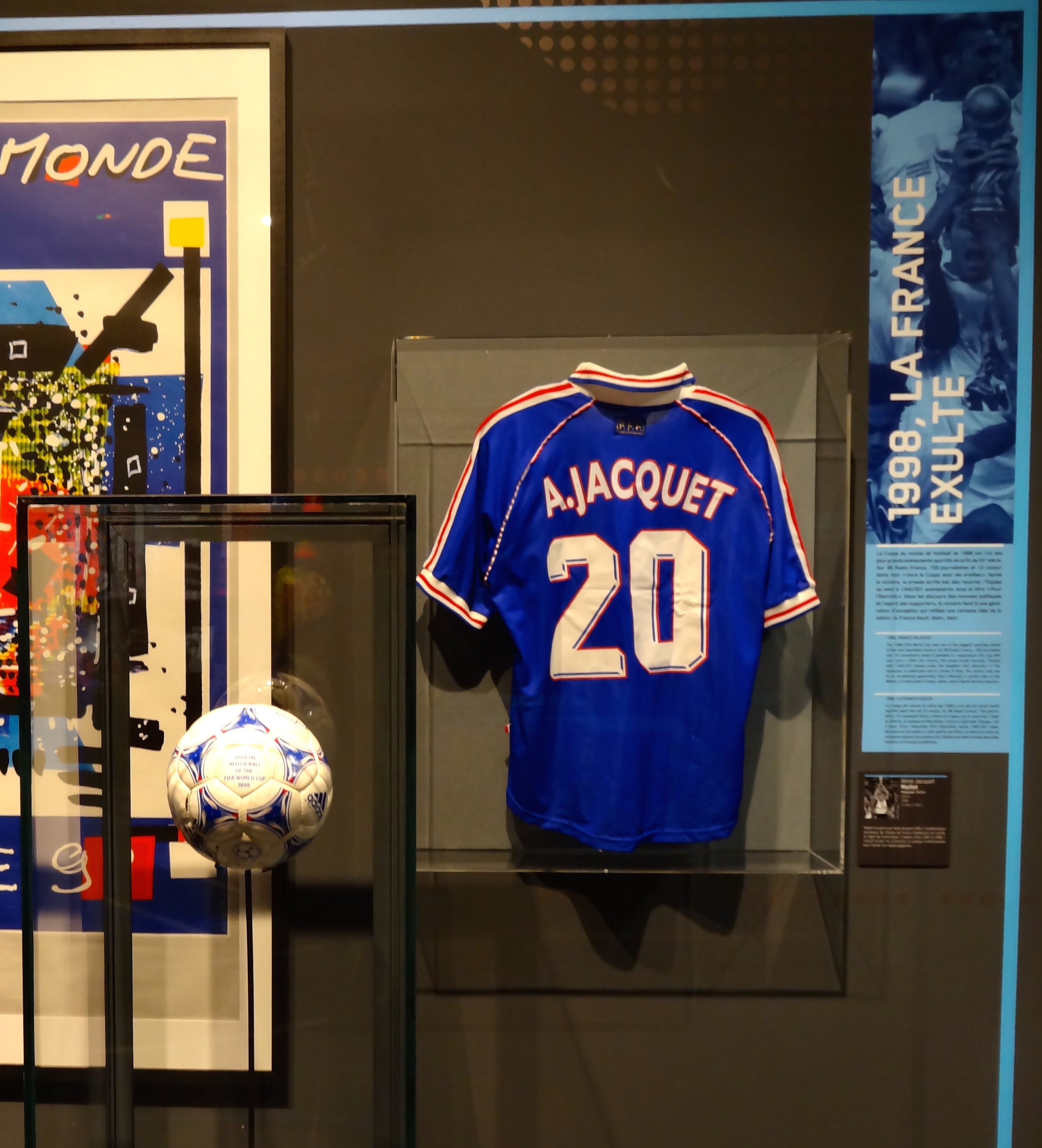
Maillot de l'équipe de France au nom d'Aimé Jacquet avec le ballon utilisé lors du match de la Finale de la Coupe du monde 1998, au musée national du Sport à Nice.

Après la coupe du monde, Aimé Jacquet prend la tête de la Direction technique nationale (DTN) succédant à Gérard Houllier. Ses objectifs sont de participer à la formation (des joueurs et des entraineurs) et de préparer l’avenir du football français. En 1998, il est sélectionné dans la nouvelle édition du dictionnaire biographique Who's Who in France en compagnie des 22 joueurs champions du monde. En outre, il devient l'entraîneur et participe aux matchs de bienfaisance de l'association France 98 présidée par Didier Deschamps et composée des joueurs vainqueurs de la Coupe du monde 1998 et de l'Euro 2000. En août 2002, il tourne, dans un spot de 20 secondes, une publicité pour l'enseigne Cafétéria Casino du Groupe Casino. Après avoir refusé plusieurs demandes, il précise qu'il « a accepté car Casino est une entreprise de ma région ».
En 2002, à la suite de la nomination de Jacques Santini en tant que sélectionneur de l'équipe de France, Jacquet est déçu qu'un membre de la DTN n'ait pas été choisi par la Fédération plutôt qu'un entraîneur de club professionnel. Il le considère comme un « désaveu ». À la suite de cela, il déclare : « Il y avait à la DTN des gens de grande qualité [...]. J'aurais souhaité que l'un des nôtres prenne ce relais ». Il est écouté deux ans plus tard, en 2004, après le choix de Raymond Domenech comme sélectionneur de l'équipe nationale à la suite du départ de Jacques Santini. Les propos d'Aimé Jacquet lors du conseil fédéral ont été « décisifs » selon le président de la fédération Claude Simonet. Le DTN tient sa revanche.
En 2003, le quotidien sportif L'Équipe dépose plainte contre Aimé Jacquet pour « injure publique » à la suite de paroles dans Le Monde en 2002 où Jacquet affirme qu'il ne pardonnerait « jamais » à « ces gens infects et lâches ». Réagissant aux attaques qu'il a subies pendant son mandat de sélectionneur, Aimé Jacquet est relaxé par le tribunal, décision motivée par les « provocations » du quotidien à l'encontre de l'entraîneur français.
Aimé Jacquet quitte son poste de directeur technique national le 31 décembre 2006 et est remplacé provisoirement par Jean-Pierre Morlans. En septembre 2007, il est désigné au poste de conseiller au sein de la Fédération royale marocaine de football (FRMF). Le vice-président de la fédération, Mohamed Aouzal, précise qu'il « sera conseiller auprès de la commission technique de la FRMF ».
Aimé Jacquet est consultant sur Canal+ depuis 1998, chaîne pour laquelle il commente ou analyse les matchs de Ligue des champions. Il participe aussi régulièrement à l'émission Les Spécialistes : Ligue 1 diffusée le lundi sur la chaîne cryptée. Selon L'Internaute, son salaire de consultant à Canal+ est de 60 000 euros mensuels. En 2008, Aimé Jacquet rejoint la radio Europe 1 pour assurer la couverture des matchs de l'Euro 2008. Pour la coupe du monde 2010, il est retenu par Canal+ lui rappelant son contrat d'exclusivité. En 2010, il participe en compagnie de Marcel Desailly à une des campagnes de publicité de BetClic. Cyril Linette, responsable des sports sur Canal+, déclare très agacé : « Ça ne va pas du tout. On n’a pas envie de voir nos consultants se répandre dans la nature. On va y mettre fin très rapidement. Il faudra choisir entre Canal+ et Betclic »,.
Le stade municipal de Sail-sous-Couzan, son village natal, porte son nom, tout comme celui de L'Étrat (Loire) et de Beaux (Haute-Loire). 
Il annonce en juin 2009 son soutien à la ville d'Annecy pour la candidature aux jeux olympiques d'hiver de 2018, région où il réside alors depuis peu. C'est finalement la ville sud-coréenne de PyeongChang, qui est choisi  en juillet 2011 pour organiser l'Olympiade.

## Style de joueur et d'entraîneur
Critiqué durant son mandat de sélectionneur et qualifié d'entraîneur défensif, Aimé Jacquet était en réalité avant tout pragmatique. Réalisant que les meilleurs joueurs français de l'époque étaient majoritairement des joueurs défensifs (Marcel Desailly, Laurent Blanc, Lilian Thuram, Didier Deschamps...), il comprend que de bons résultats passeront par une solidité à toute épreuve et non par une équipe offensive n'ayant pas forcément les qualités pour produire un tel jeu. Il décide donc, plutôt que pratiquer un jeu offensif mais risqué, de miser sur les points forts de cette génération et de bâtir un bloc compact, qui se devra d'être opportuniste notamment sur coups de pied arrêtés.
Dès l'Euro 1996, il pose les bases de sa future équipe championne du monde deux ans plus tard : elle est organisée en 4-3-3, avec Bernard Lama dans les buts, et une charnière centrale Marcel Desailly-Laurent Blanc. Lilian Thuram et Bixente Lizarazu, qui complèteront plus tard cette ligne défensive qui restera invaincue plusieurs années, sont encore à l'époque en concurrence avec Jocelyn Angloma et Éric Di Meco pour les postes de défenseurs latéraux. Pour protéger cette ligne, trois milieux défensifs sont alignés : Christian Karembeu, Didier Deschamps et Vincent Guérin. Ce dernier sera remplacé en 1998 par Emmanuel Petit. Deux meneurs sont chargés d'animer le jeu : Youri Djorkaeff et Zinedine Zidane. Devant, Christophe Dugarry, Patrice Loko et Reynald Pedros sont en concurrence pour un seul poste d'attaquant. Seul le premier sera de l'aventure en 1998.
Après une phase de poules bien gérée, les Bleus restent 240 minutes de suite sans inscrire le moindre but... et sans en encaisser. Après une qualification en quarts de finale face aux Pays-Bas aux tirs au but, ils échouent de la même façon contre la République tchèque en demi-finale.
Très critiqué au sortir de l'Euro pour cette incapacité de la sélection à faire trembler les filets, Jacquet persiste et signe. Il sait que son équipe est encore en construction et que cette compétition apportera une solide expérience à ses joueurs. Il sait aussi que certains joueurs n'ont pas encore pu montrer tout leur talent. Zinédine Zidane notamment, qui disputait sa première phase finale à 24 ans et qui fut accidenté peu avant le début de la compétition, a traversé l'Euro très timidement.
Deux ans plus tard, la défense est renforcée par l'émergence de Lilian Thuram et Bixente Lizarazu. Fabien Barthez est intronisé numéro 1 dans les buts et sera décisif à de nombreuses reprises. Emmanuel Petit, plus polyvalent que Vincent Guérin, apportera la même sécurité défensive tout en étant très précieux dans les remontées de balle et sur les corners, qu'il tire à merveille. Zinedine Zidane a pris une nouvelle dimension à la Juventus tout comme Youri Djorkaeff à l'Inter Milan, et ces deux-là forment un excellent duo de meneurs. Christophe Dugarry et Stéphane Guivarc'h se partageront le poste d'avant-centre et, à défaut d'être des machines à marquer, s'avèreront très précieux pour maintenir un bloc haut et gêner les premières relances adverses. Enfin, l'émergence de Thierry Henry permettra, par sa vitesse et sa fraîcheur, de donner de nouvelles options offensives, notamment de passer plus souvent par les ailes.
Le mérite d'Aimé Jacquet est donc d'avoir su créer un groupe en parfaite osmose mélangeant des cadres atteignant l'apogée de leur carrière en 1998 et des jeunes à fort potentiel se fondant parfaitement dans le moule. Ce groupe très complémentaire remporte six de ses sept matchs (plus une qualification aux tirs au but), en inscrivant 15 buts pour seulement 2 encaissés (dont un sur pénalty).
Le sélectionneur fait ainsi taire les critiques de la meilleure des manières, avec un titre de champion du monde.

## Statistiques

### Joueurs

#### Générales
| Saison                | Club                  | Championnat           | Championnat | Championnat | Coupe(s) nationale(s) | Coupe(s) nationale(s) | Supercoupe | Supercoupe | Compétition(s) continentale(s) | Compétition(s) continentale(s) | Compétition(s) continentale(s) | France | France | Total | Total |
| Saison                | Club                  | Division              | M.          | B.          | M.                    | B.                    | M.         | B.         | Comp.                          | M.                             | B.                             | M.     | B.     | M.    | B.    |
| 1960-1961             | AS Saint-Étienne      | D1                    | 2           | 1           | -                     | -                     | -          | -          | -                              | -                              | -                              | -      | -      | 2     | 1     |
| 1961-1962             | AS Saint-Étienne      | D1                    | -           | -           | -                     | -                     | -          | -          | -                              | -                              | -                              | -      | -      | 0     | 0     |
| 1962-1963             | AS Saint-Étienne      | D2                    | 2           | 1           | -                     | -                     | -          | -          | -                              | -                              | -                              | -      | -      | 2     | 1     |
| 1962-1963             | AS Saint-Étienne      | D1                    | 2           | 0           | 4                     | 0                     | -          | -          | -                              | -                              | -                              | -      | -      | 6     | 0     |
| 1964-1965             | AS Saint-Étienne      | D1                    | 3           | 0           | -                     | -                     | -          | -          | -                              | -                              | -                              | -      | -      | 3     | 0     |
| 1965-1966             | AS Saint-Étienne      | D1                    | 27          | 2           | 1                     | 0                     | -          | -          | -                              | -                              | -                              | -      | -      | 28    | 2     |
| 1966-1967             | AS Saint-Étienne      | D1                    | 36          | 5           | 2                     | 0                     | -          | -          | -                              | -                              | -                              | -      | -      | 38    | 5     |
| 1967-1968             | AS Saint-Étienne      | D1                    | 35          | 3           | 6                     | 0                     | 1          | 0          | C1                             | 4                              | 1                              | -      | -      | 46    | 4     |
| 1968-1969             | AS Saint-Étienne      | D1                    | 31          | 3           | 4                     | 0                     | 1          | 0          | C1                             | 2                              | 0                              | 2      | 0      | 40    | 3     |
| 1969-1970             | AS Saint-Étienne      | D1                    | 23          | 4           | 8                     | 1                     | -          | -          | C1                             | 3                              | 0                              | -      | -      | 34    | 5     |
| 1970-1971             | AS Saint-Étienne      | D1                    | -           | -           | -                     | -                     | -          | -          | -                              | -                              | -                              | -      | -      | 0     | 0     |
| 1971-1972             | AS Saint-Étienne      | D1                    | 1           | 1           | -                     | -                     | -          | -          | -                              | -                              | -                              | -      | -      | 1     | 1     |
| 1972-1973             | AS Saint-Étienne      | D1                    | 29          | 3           | 4                     | 1                     | -          | -          | -                              | -                              | -                              | -      | -      | 33    | 4     |
| Sous-total            | Sous-total            | Sous-total            | 191         | 23          | 29                    | 2                     | 2          | 0          | -                              | 9                              | 1                              | 2      | 0      | 233   | 26    |
| 1973-1974             | Olympique lyonnais    | D1                    | 15          | 2           | 1                     | 1                     | -          | -          | C2                             | 3                              | 0                              | -      | -      | 19    | 3     |
| 1974-1975             | Olympique lyonnais    | D1                    | 7           | 0           | -                     | -                     | -          | -          | C3                             | 1                              | 0                              | -      | -      | 8     | 0     |
| Sous-total            | Sous-total            | Sous-total            | 22          | 2           | 1                     | 1                     | -          | -          | -                              | 4                              | 0                              | -      | -      | 27    | 3     |
| Total sur la carrière | Total sur la carrière | Total sur la carrière | 213         | 25          | 30                    | 3                     | 2          | 0          | -                              | 13                             | 1                              | 2      | 0      | 260   | 29    |

#### Matchs internationaux
| # | Date              | Lieu                               | Adversaire           | Résultat | Compétition  | Notes      |
| - | ----------------- | ---------------------------------- | -------------------- | -------- | ------------ | ---------- |
| 1 | 25 septembre 1968 | Stade Vélodrome, Marseille, France | Allemagne de l'Ouest | N 1 - 1  | Match amical | Titulaire. |
| 2 | 17 octobre 1968   | Stade de Gerland, Lyon, France     | Espagne              | D 1 - 3  | Match amical | Titulaire. |

### Statistiques d'entraîneur

#### Générales
| Équipe                     | Pays   | Période     | Statistiques, | Statistiques, | Statistiques, | Statistiques, | Statistiques, |
| Équipe                     | Pays   | Période     | M             | V             | N             | D             | % Victoire    |
| -------------------------- | ------ | ----------- | ------------- | ------------- | ------------- | ------------- | ------------- |
| Olympique lyonnais         | France | 1976 - 1980 | 183           | 65            | 42            | 76            | 35,5 %        |
| Girondins de Bordeaux      | France | 1980 - 1989 | 420           | 218           | 114           | 88            | 51,9 %        |
| Montpellier HSC            | France | 1989 - 1990 | 23            | 7             | 4             | 12            | 30,4 %        |
| AS Nancy-Lorraine          | France | 1990 - 1991 | 40            | 12            | 11            | 17            | 30 %          |
| Équipe de France (adjoint) | France | 1992 - 1993 | 12            | 7             | 1             | 4             | 58 %          |
| Équipe de France           | France | 1993 - 1998 | 53            | 34            | 16            | 3             | 64,2 %        |

#### Matchs de l'équipe de France sous l'ère Aimé Jacquet
Le bilan d'Aimé Jacquet comme sélectionneur de l'équipe de France est de 53 matches joués pour 36 victoires, 12 nuls et 5 défaites.
Le tableau suivant liste les rencontres de l'équipe de France depuis la prise de fonction d'Aimé Jacquet en tant que sélectionneur le 17 décembre 1993 jusqu'au 12 juillet 1998.

## Palmarès et distinctions

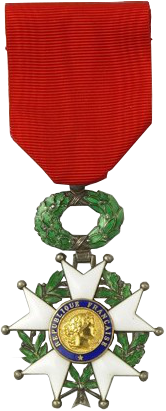
Aimé Jacquet reçoit la croix de chevalier de la Légion d’honneur en 1998.

En tant que joueur, Aimé Jacquet dispute son premier match professionnel le 4 décembre 1960 lors d'un match opposant le Limoges FC à l'AS Saint-Étienne. Avec les « Verts », il remporte le championnat de France de D2 en 1963, cinq fois le championnat de France en 1964, 1967, 1968, 1969 et 1970, deux fois la Coupe de France en 1968 et 1970, et trois fois le Challenge des champions en 1967, 1968 et 1969. Il est également vice-champion de France en 1971. Au total, il joue avec l'AS Saint-Étienne 236 matches et inscrit 26 buts en 13 saisons. Il est international français à deux reprises en 1968. Enfin, avec l'Olympique lyonnais, il dispute 27 matchs et marque 3 buts en 2 saisons mais ne remporte aucun trophée.
En tant qu'entraîneur, Aimé Jacquet est finaliste de la coupe de France en 1976 avec l'Olympique lyonnais. Avec les Girondins de Bordeaux, il rafle trois championnats en 1984, 1985 et 1987. Il est vice-champion en 1983 et 1988. Toujours avec Bordeaux, il remporte la Coupe de France de football en 1986 et 1987 ainsi que le Trophée des champions en 1986. Au niveau européen, il est demi-finaliste de la Coupe des clubs champions européens (C1) en 1985 et de la Coupe d'Europe des vainqueurs de coupe (C2) en 1987. Il ne remporte ensuite aucun trophée avec le Montpellier HSC et l'AS Nancy-Lorraine. Avec l'équipe de France, il remporte la Coupe Kirin en 1994 organisée au Japon, le Tournoi Hassan II en 1998 au Maroc, et surtout la Coupe du monde en 1998 organisée en France.
À titre personnel, Aimé Jacquet est fait chevalier de la Légion d’honneur en juillet 1998. Il est élu entraîneur français de l'année en 1981, 1984 et 1998 par le magazine France Football et meilleur entraîneur aux Trophées UNFP du football en 1987. Il est nommé meilleur entraîneur national de l'année en 1998 par l'IFFHS. Depuis le 19 juin 2001, Aimé Jacquet détient sa statue de cire au Musée Grévin à Paris. Elle se situe dans la salle « Les clichés du XXe siècle » aux côtés de celles de Marcel Desailly et Thierry Henry, toutes trois embrassant le trophée de la Coupe du monde. En 2007, il devient officier de la Légion d'honneur en même temps que d'autres personnalités sportives comme Bernard Lapasset, Alain Giresse ou Sébastien Loeb,.

### Filmographie
- Les Yeux dans les Bleus, de Jérôme  Caza (prod.) et de Stéphane  Meunier (réal.), Canal+, 1998